# 盧荷渠
盧荷渠（1934年8月20日—2009年10月10日），香港籃球運動員。他曾代表中華民國參加1956年夏季奧林匹克運動會，協助球隊獲得第11名的成績。而後亦代表香港參與1962年亞洲運動會。

## 外部連結
- 盧荷渠在fiba.basketball（英语）
- 盧荷渠在archive.fiba.com（存檔）（英语）
- 盧荷渠在Basketball-Reference.com（國際）（英语）
- 盧荷渠在Proballers（英语）
- 盧荷渠在Olympedia（英语）